# Maladies du houblon
Maladies du houblon (Humulus lupulus).

## Maladies bactériennes
| Maladies        | Agents pathogènes         |
| --------------- | ------------------------- |
| Bactériose      | Corynebacterium sp.       |
| Galle du collet | Agrobacterium tumefaciens |

## Maladies fongiques
| Maladies                                   | Agents pathogènes                                                                           |
| ------------------------------------------ | ------------------------------------------------------------------------------------------- |
| Chancre fusarien                           | Fusarium sambucinum Gibberella pulicaris (téléomorphe)                                      |
| Maladie des cônes à Alternaria             | Alternaria alternata = Alternaria tenuis                                                    |
| Mildiou du houblon                         | Pseudoperonospora humuli                                                                    |
| Oïdium du houblon                          | Podosphaera macularis                                                                       |
| Pourridié( Armillaria)                     | Armillaria mellea Rhizomorpha subcorticalis (anamorphe)                                     |
| Pourriture grise                           | Botrytis cinerea Botryotinia fuckeliana (téléomorphe)                                       |
| Pourriture noire des racines               | Phytophthora citricola = Phytophthora cactorum var. applanata                               |
| Pourriture rouge du collet                 | Phomopsis tuberivora / Phacidiopycnis sp.)                                                  |
| Septoriose (taches foliaires)              | Septoria humuli = Ascochyta humuli Mycocentrospora cantuariensis = Cercospora cantuariensis |
| Flétrissement à Phoma                      | Phoma herbarum                                                                              |
| Pourriture racinaire à Rosellinia          | Rosellinia necatrix Dematophora necatrix (anamorphe)                                        |
| Sclérotiniose                              | Sclerotinia sclerotiorum                                                                    |
| Verticilliose (flétrissure verticillienne) | Verticillium albo-atrum Verticillium dahliae                                                |

## Nématodes
| Maladies           | Agents pathogènes                                            |
| ------------------ | ------------------------------------------------------------ |
| Nématodes à kystes | Heterodera humuli                                            |
| Nématodes dagues   | Xiphinema diversicaudatum Xiphinema americanum               |
| Nématodes à galles | Meloidogyne hapla Meloidogyne incognita Meloidogyne javanica |

## Maladies virales
| Maladies                                    | Agents pathogènes |
| ------------------------------------------- | --- |
| Virose latente américaine                   | Virus latent américain du houblon (AHLV, American hop latent virus)                                                    |
| Virose latente                              | Virus latent du houblon (HpLV, Hop latent virus) Viroïde latent du houblon (HpLVd, Hop latent viroid)                  |
| Mosaïque du houblon                         | Virus de la mosaïque du houblon (HMV, Hop mosaic virus) Viroïde du rabougrissement du houblon (HSVd, Hop stunt viroid) |
| Maladie de la « tête d'ortie » (Nettlehead) | Virus de la mosaïque de l'arabette (ArMV, Arabis mosaic virus)                                                         |
| Taches annulaires                           | Virus des taches annulaires nécrotiques des Prunus (PNRSV, Prunus necrotic ringspot virus)                             |